# 비슬렛 스타디움

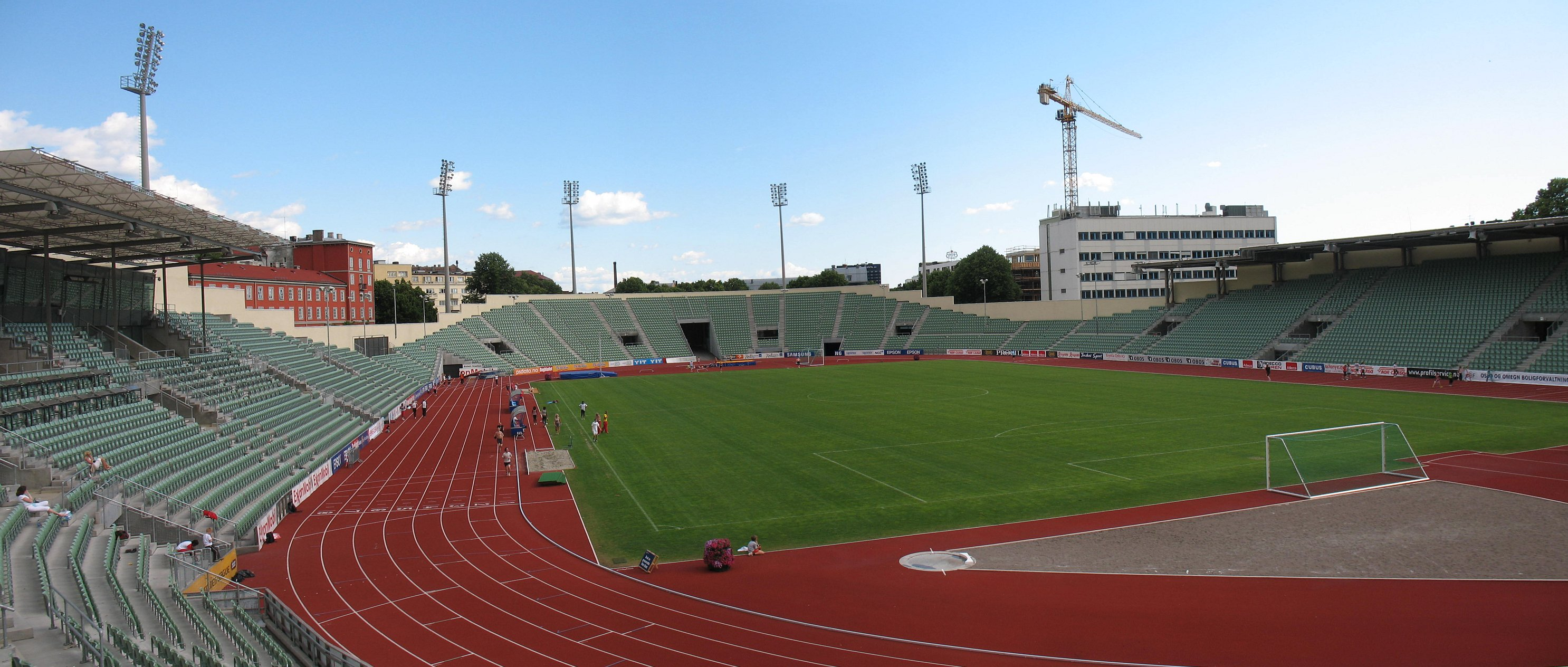

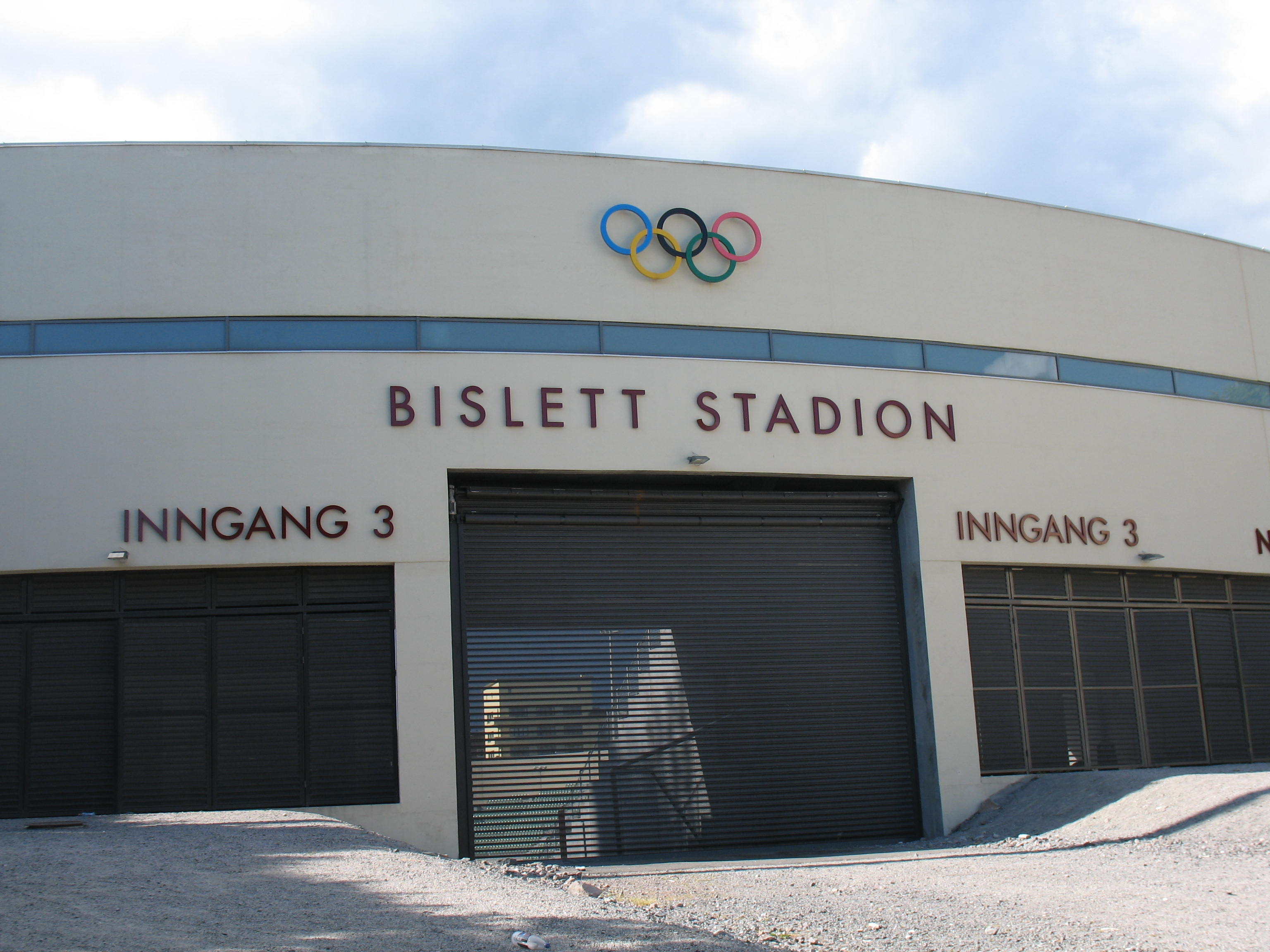
입구

비슬렛 스타디움(Bislett Stadium, 노르웨이어: Bislett stadion)은 노르웨이 오슬로에 위치한 스포츠 스타디움이다. 비슬렛은 노르웨이에서 국제적으로 가장 저명한 스포츠 아레나로서 15건의 스피드스케이팅 세계 기록, 50개 이상의 육상 세계 기록이 이곳에서 달성되었다. 오리지널 스타디움은 2004년 철거되었으며 새 스타디움 건축이 2005년 여름에 완료되었다. 새 비슬렛 스타디움은 C.F. Møller Architects가 설계하였다.